# 山本鉄工所
株式会社山本鉄工所（やまもとてっこうしょ）は、プレス機・自動機・廃棄物処理プラントの設計・製造・販売する企業である。
本社は徳島県小松島市金磯町に所在する。

## 沿革
- 1917年（大正 6年）12月 - 徳島市福島郷町築地（現、新南福島）に個人企業として発足、船舶用焼玉エンジンの製造を開始する
- 1962年（昭和37年）12月 - 株式会社山本鉄工所と組織変更、資本金450万円
- 1967年（昭和42年） 1月 - 本社・工場を現在地に移転